# Opotsjka
Opotsjka (Russisch: Опочка) is een stad in de Russische oblast Pskov. Het aantal inwoners ligt rond de 13.500. Opotsjka is tevens het centrum van het gelijknamige bestuurlijke rayon. Opotsjka, gelegen aan de rivier Velikaja, ligt 130 kilometer ten zuiden van Pskov, niet ver van de grens met Letland.
De nederzetting werd gesticht in 1414, in een bocht van de Velikaja. In 1772, na de Eerste Poolse Deling, en de daaruit voortvloeiende nieuwe verdeling van land, werd de Goebernija Pskov in het leven geroepen, met Opotsjka als centrum.
De architect Lev Roednev werd hier geboren. Verder zijn er oude gebouwen met historische waarde bewaard gebleven.
Bestuurlijk centrum: Pskov 

Dno · Gdov · Nevel ·Novorzjev · Novosokolniki · Opotsjka · Ostrov · Petsjory · Porchov · Poestosjka · Pytalovo · Sebezj · Velikieje Loeki